# بروس رينولدز
بروس رينولدز (بالروسية: Bruce Reynolds)‏ هو كاتب سير ذاتية بريطاني، ولد في 7 سبتمبر 1931 في Charing Cross Hospital ‏ في المملكة المتحدة، وتوفي في 28 فبراير 2013 في كرويدون في المملكة المتحدة.

## وصلات خارجية
- بروس رينولدز على موقع IMDb (الإنجليزية)
- بروس رينولدز على موقع ديسكوغز (الإنجليزية)